# Doraemon
Doraemon (ドラえもん) (conhecido no Brasil como Doraemon: O Super Gato na versão de 1979, Doraemon: O Gato do Futuro na versão de 2005 e em Portugal como Doraemon: O Gato Cósmico)  é um mangá criado por Fujiko F. Fujio que, mais tarde, foi transformado em um  anime de sucesso. A série é sobre um gato robótico chamado Doraemon que voltou dois séculos no passado para ajudar um estudante desastrado: Nobita Nobi (野比 のび太, Nobi Nobita).
A primeira aparição da série foi em dezembro de 1969, quando foi publicada simultaneamente por 6 revistas diferentes. No total, foram criadas 1344 histórias diferentes nas séries originais, que são publicadas pela editora Shogakukan sob o  selo Tentōmushi (てんとう虫), estendendo-se por quarenta e cinco volumes. A maioria dos episódios de Doraemon são humorísticos, com lições morais a respeito dos valores tais como a honestidade, a perseverança, a coragem, a família e o respeito. Várias questões relacionadas ao meio ambiente, aparecem nas histórias, como espécies em via de extinção, o desflorestamento, e a poluição.
Em março de 2008, o ministério dos negócios estrangeiros do Japão apontou Doraemon como o primeiro "embaixador do anime" do país. O orador do ministério explicou a nova decisão como uma tentativa de ajudar as pessoas em outros países a compreender melhor o anime japonês e a aprofundar seu interesse na cultura japonesa. A ação do ministério estrangeiro confirma que Doraemon veio ser considerado um ícone cultural japonês. Em 2002, o personagem de anime foi aclamado como um herói asiático em uma reportagem especial conduzido pela revista Time Ásia. Doraemon foi um dos convidados para a apresentação japonesa durante a Cerimônia de Encerramento dos Jogos Olímpicos de Verão de 2016, quando cria uma tubulação para que o então premiê japonês Shinzo Abe, trajado como Mario, pudesse chegar ao Rio de Janeiro a tempo.

## História
Em dezembro de 1969 Doraemon foi publicado em seis revistas infantis diferentes. As revistas eram intituladas de acordo com a série em que a criança estuda: Yoiko (boas crianças), Yōchien (Infantário), Shogaku Ichinensei (primeira classe da escola preliminar) a Shogaku Yonnensei (quarta classe da escola preliminar). Em 1973, a série começou a aparecer em mais duas revistas: Shogaku Gonensei (quinta classe da escola preliminar) e Shogaku Rokunensei (sexta classe da escola preliminar). As histórias caracterizadas em cada revista eram diferentes, significando que o autor criava mais de seis histórias cada mês. Em 1977, foi lançada mais uma revista, CoroCoro Comic. As histórias que são preservadas sob o selo Tentōmushi são as histórias encontradas nestas revistas. Desde o princípio de Doraemon em 1969, as histórias foram coletadas seletivamente em quarenta e cinco livros publicados 1974 a 1996, que tiveram uma circulação de 80 milhões em 1992. Além disso, Doraemon apareceu em uma variedade de séries do mangá pela Shōgakukan. Em 2005, a Shōgakukan publicou uma série de mais cinco volumes do mangá sob o título Doraemon+ (Doraemon mais), que não foram encontrados nos quarenta e cinco volumes da Tentōmushi. agora a série é uma das series com mais audiência no Japão.

## Origem do nome
O nome Doraemon provém da aglutinação de duas palavras: dora, de dora neko (gato de rua) e "emon", um sufixo arcaico em nomes masculinos japoneses, como Goemon.

## Personagens
Doraemon apresenta um pequeno grupo de personagens, cada um caracterizado por sua peculiaridade e representando um microcosmo da sociedade japonesa, refletindo as relações entre as várias classes. Existem também numerosos personagens secundários ou ocasionais que às vezes chegam a obter um papel de liderança dentro da narrativa.

## Média

### Mangá

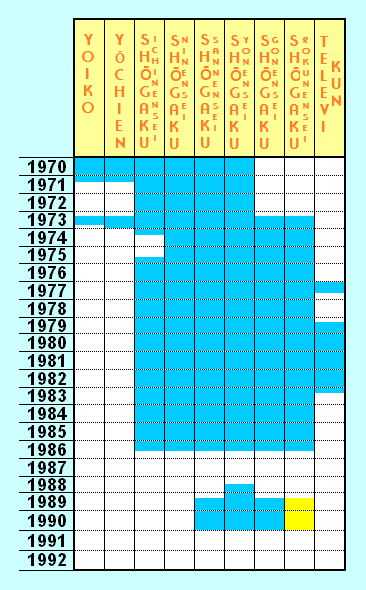
Publicação do mangá Doraemon no Japão

Escrito e ilustrado por Fujiko F. Fujio, Doraemon foi publicado no Japão pela Shogakukan começando em 1 de dezembro de 1969 em duas revistas educacionais para crianças, Yoiko (よいこ, lett. "bravi bambini")  e Yōchien (幼稚園, lett. "scuola materna")  ; no mês seguinte, Doraemon também saiu no Shōgaku Ichinensei (小学 一年生, lett. "prima classe della scuola primaria") , Shōgaku Ninensei (小学二年生, lett. "seconda classe della scuola primaria") , Shōgaku Sannensei (小学三年生, lett. "terza classe della scuola primaria")  e Shōgaku Yonensei (初学 四年生, lett. "quarta classe della scuola primaria")  . Em abril de 1973 a obra começou a ser publicada também no Shōgaku Gonensei (小学 五年生, lett. "quinta classe della scuola primaria")  e no Shōgaku Rokunensei (小学 六年生, lett. "sesta classe della scuola primaria")  . Como cada revista visava um público específico, de 1973 a 1986 Fujio desenhou seis contos diferentes a cada mês; isso levou a uma rápida evolução dos personagens, consolidando definitivamente o estilo do designer. Entre dezembro de 1976 e março de 1983, embora com algumas interrupções, o mangá foi publicado no mensal Televi-Kun, enquanto a partir de 15 de março de 1977, Doraemon passou a ser serializado na revista CoroCoro Comic, criada especificamente para a obra.
A partir de 1974, Fujio começou a verificar e selecionar as várias histórias que havia publicado, e a organizá-las em tankōbon; foram distribuídos com frequência variável entre 31 de julho de 1974 e 26 de abril de 1996 pela Shogakukan, sob o rótulo Tentōmushi Comics (てんとう虫コミックス) , para um total de 45 volumes. Como homenagem ao trabalho do autor, uma seção especial foi montada dentro da Biblioteca Central de Takaoka, sua cidade natal, contendo toda a coleção do tankōbon de Doraemon junto com outras obras de Fujio. Entre 25 de abril de 2005 e 28 de fevereiro de 2006, cinco volumes foram publicados com o título Doraemon Plus (ドラえもん プラス) , Contendo 104 histórias não publicadas originalmente em tankōbon; em 12 de janeiro de 2014 foi publicado o sexto volume da série, contendo 18 outras histórias. As histórias de cores não publicadas foram distribuídas em seis volumes com o título Doraemon Color Edition (ドラえもんカラー作品集, Doraemon karā sakuhin-shū, lett. "Doraemon: raccolta di tavole a colori") "Doraemon: coleção de placas de cores"), de 17 de julho de 1999 a 2 de setembro de 2006; através desta edição, mais 119 histórias foram recuperadas. A 1 de dezembro de 2019, por ocasião dos cinquenta anos desde o início da serialização de Doraemon, a Shogakukan disponibilizou um volume no qual são apresentadas seis versões diferentes do primeiro encontro entre Nobita e o protagonista da obra. No total, 1 foi publicado   345 histórias.
Doraemon foi traduzido para mais de quinze idiomas. Para o mercado norte-americano e anglófono, Shogakukan publicou entre 2002 e 2005 Doraemon: Gadget Cat from the Future, uma edição bilíngue composta por dez volumes; Seguiu-se, entre 2013 e 2014, uma edição com o mesmo título, dividida em seis volumes de acordo com tópicos temáticos. A partir de 2013, o trabalho foi posteriormente traduzido pela AltJapan nos Estados Unidos e distribuído pela Amazon em formato kindle. Em relação ao mercado asiático, o Doraemon foi distribuído na China, Taiwan, Indonésia, Filipinas e Vietnã; na maioria dos casos, a publicação oficial foi seguida por várias edições piratas. Na Europa, a primeira tradução parcial da obra ocorreu na Espanha entre 1993 e 1997 através do Planeta DeAgostini; na França o mangá é publicado pela Kana, de acordo com a subdivisão em tankōbon, a partir de 2007. Destinando-se principalmente a crianças em idade pré-escolar, na Itália o mangá teve uma recepção morna, o que impediu uma publicação completa. Entre 18 de abril e 19 de setembro de 2005, seis volumes foram publicados pela Star Comics na série Ghost contendo histórias organizadas de acordo com temas específicos (amor, educação, imaginação, amizade, ironia, medo) e acompanhados de comentários de especialistas do setor de quadrinhos; esta edição está esgotada. Por ocasião de uma colaboração entre Star Comics e Mondadori, o primeiro dos seis volumes foi posteriormente reimpresso como uma edição de colecionador com capa dura e distribuído a partir de 22 de novembro de 2016, com o título I am Doraemon. Entre 22 de fevereiro e 26 de julho de 2017, a Star Comics publicou, em uma base mensal, Doraemon Color Edition. Um total de 236 histórias foram traduzidas.

### Série de anime para televisão
A primeira série de anime para televisão baseada em Doraemon foi produzida em 1973 pela Nippon TV Dōga e exibida na Nippon Television de 1 de abril a 30 de setembro do mesmo ano, num total de 26 blocos de transmissão divididos em dois episódios curtos, num total de 52; foi precedido por um filme piloto, intitulado Doraemon mirai kara yattekuru (ドラえもんが未来からやってくる, lett. "Doraemon viene dal futuro")  "Doraemon comes from the future") e foi ao ar em janeiro de 1973, com o qual Jun Masami, produtor da série não colaborou. A direção foi confiada a Mitsuo Kaminashi, enquanto a dublagem foi da Aoni Production ; o personagem de Doraemon foi inicialmente dublado por Kōsei Tomita e mais tarde por Masako Nozawa. No período de conclusão da série, problemas financeiros levaram o estúdio de animação à falência e as matrizes originais da obra foram vendidas ou destruídas. Algumas fitas foram operadas por mais sete anos pela Nippon Television e reproduzidas por várias emissoras locais durante os cinco anos seguintes até 1979, com a última reprise na Toyama Television interrompida em 1979 quando Shogakukan (produtor de uma nova adaptação do Doraemon ) pediu oficialmente que fosse interrompido, temendo que as crianças se confundissem. Em 1995 alguns episódios foram encontrados nos arquivos da empresa Studio Rush (posteriormente IMAGICA)  e em 2003 outros foram recuperados pelo produtor Jun Masami. Em 2013, certamente foram 21 episódios em 52, dois dos quais sem áudio.
Uma segunda série de anime baseada no mangá foi produzida a partir de 1979 pela Shin-Ei Animation e exibida de 2 de abril do mesmo ano a 18 de março de 2005 na TV Asahi. Uma equipe completamente diferente foi empregada para a realização desta série, também devido ao fato de Fujiko F. Fujio não ter apreciado a adaptação anterior; a direção do trabalho foi confiada a Tsutomu Shibayama, a direção das animações e o design dos personagens a Eiichi Nakamura, e a música a Shunsuke Kikuchi. A dublagem do personagem Nobita foi executada por Noriko Ohara, enquanto a de Doraemon por Nobuyo Ōyama; por esta razão, a série também é chamada de edição Ōyama. No total 1 foi produzido   709 episódios relacionados à série, distribuídos pela Toho em VHS e DVD. O estúdio de animação Shin-Ei Animation também supervisionou o desenvolvimento de uma terceira série de anime baseada em Doraemon, cuja produção, iniciada em 2005, ainda está em andamento. Os personagens da série, que foi ao ar na TV Asahi desde 15 de abril de 2005, passaram por uma reformulação vocal completa : Doraemon é dublado por Wasabi Mizuta, enquanto Megumi Ōhara dublado o personagem de Nobita. A série é lançada em DVD a partir de 10 de fevereiro de 2006, sob o selo Shogakukan Video; na edição em DVD, esta nova série é identificada com o título New TV-han Doraemon (NEW TV版 ドラえもん, lett. "Doraemon - Nuova versione televisiva") "Doraemon - Nova versão para TV").
Doraemon foi transmitido em mais de sessenta países. Foi ao ar no Canal 9 da Tailândia desde 1982. Na China, foi importado em 1989 pela Guandong TV e posteriormente retransmitido pelo CCTV-2 em 1991, tornando-se um grande sucesso no país. Nas Filipinas, é transmitido importado pela Rede GMA desde 1999. Desde 2005, o anime é transmitido na Índia pela Hungama TV, enquanto desde 2010 é transmitido no Vietnã pela HTV3; outros países asiáticos que transmitiram Doraemon incluem Hong Kong, Singapura, Taiwan, Malásia, Indonésia e Coreia do Sul. Na Espanha, o anime foi lançado em 1993 pela TVE-2 e posteriormente pela Boing a partir de 2011; a obra também foi distribuída em Portugal e em vários países da América Latina, incluindo Brasil, Colômbia e Chile. Na França, Doraemon foi ao ar inicialmente na TV6 em 2003, mas foi rapidamente interrompido devido à baixa audiência; a série foi então revivida em Boing, a partir de 2014. No mesmo ano, a Disney distribuiu o anime na Polônia, Turquia e Estados Unidos. Neste último caso, a série foi transmitida sob o título Doraemon: Gadget Cat from the Future e sofreu forte Americanização. Vários dos nomes das personagens foram alterados e as referências ao Japão ou à cultura japonesa foram totalmente removidas.

## Anime

### Série de televisão
A primeira adaptação do mangá foi produzida pelaa Nippon Television, por poucos meses. A série tornou-se popular, sendo até confirmada uma 2ª temporada, o que não aconteceu devido á bancarrota da Nippon Television. Em 1979, a TV Asahi produziu a segunda versão do anime, tornando-se ainda mais popular, totalizando mais de 1000 episódios produzidos até então. Para celebrar o aniversário do anime, uma terceira versão foi produzida, que foi ao ar em 15 de Abril de 2005, com novos dobradores, e estílo de desenho novo,

### Filmes
Em 1980, A Toho lançou o primeiro filme baseado nas características dos mangás especiais publicados anualmente. Os filmes são de ação-aventura orientada, e ao contrário do anime e do mangá, têm mais um shōnen demográfico, tomando os personagens familiares de Doraemon colocando-os em uma variedade de ajustes exóticos e arriscados. obita e seus amigos visitaram a idade dos dinossauros, alcançaram uma galáxia distante, o coração da África, a mais escura (onde encontrou uma raça de cães bipedal sensíveis), das profundidades do oceano, e, um mundo mágico. Alguns dos filmes são baseados em lendas como Atlantis e outros em trabalhos literários como a Viagem às Noites Ocidentais e Árabes.
Alguns filmes tem temas mais sérios, como o ambiente e a tecnologia. O filme mais recente de Doraemon, é Stand by Me Doraemon que foi lançado em 8 de agosto de 2014.

### Voz original e dublagem
As vozes originais (seiyuu) de 1979 a abril de 2005 dos cinco personagens principais se aposentaram. Então, no 25° aniversário, em março de 2005, a TV Asahi anunciou os cinco novos atores que iriam dar voz às personagens principais.

### Voz original da TV Asahi
| Personagem     | Voz Original de Abril de 1979 - Março de 2005 | 2ª Voz Original de Março de 2005 - Presente |  |
| -------------- | --------------------------------------------- | ------------------------------------------- |  |
| Doraemon       | Nobuyo Ōyama (大山のぶ代)                     | Wasabi Mizuta (水田わさび)                  |  |
| Nobita         | Noriko Ohara (小原乃梨子)                     | Megumi Ōhara (大原めぐみ)                   |  |
| Shizuka        | Michiko Nomura (野村道子)                     | Yumi Kakazu (かかずゆみ)                    |  |
| Gigante        | Kazuya Tatekabe (たてかべ和也 - 旧立壁和也)   | Subaru Kimura (木村昴)                      |  |
| Suneo          | Kaneta Kimotsuki (肝付兼太)                   | Tomokazu Seki (関智一)                      |  |
| Dorami         | Keiko Yokozawa (よこざわけい子 - 旧横沢啓子)  | Chiaki (千秋 (タレント))                    |  |
| Hidetoshi      | Sumiko Shirakawa (白川澄子)                   | Shihoko Hagino (萩野志保子)                 |  |
| Mãe de Nobita  | Sachiko Chijimatsu (千々松幸子)               | Kotono Mitsuishi (三石琴乃)                 |  |
| Pai de Nobita  | Yōsuke Naka (中庸助)                          | Yasunori Matsumoto (松本保典)               |  |
| Sewashi        | Yoshiko Ōta (太田淑子)                        | Sachi Matsumoto (松本さち)                  |  |
| Professor      | Ryōichi Tanaka (田中亮一)                     | Wataru Takagi (高木渉)                      |  |
| Kaminari       | Takeshi Watabe (渡部猛)                       | Katsuhisa Hōki (宝亀克寿)                   |  |
| Mãe de Shizuka | Masako Matsubara (松原雅子)                   | Ai Orikasa (折笠愛)                         |  |
| Mãe de Suneo   | Mari Yokoo (横尾まり)                         | Minami Takayama (高山みなみ)                |  |
| Pai de Suneo   | Osamu Katō (加藤治)                           | Hideyuki Tanaka (田中秀行)                  |  |
| Mãe de Jyaian  | Kazuyo Aoki (青木和代)                        | Miyako Takeuchi (竹内都子)                  |  |
| Jyaiko         | Yoshiko Ōta (太田淑子) Kazuyo Aoki (青木和代) | Banira Yamazaki (山崎バニラ)                |  |
| Dekisugi       | Sumiko Shirakawa (白川澄子)                   | Shihoko Hagino (萩野志保子)                 |  |

### Vozes originais da NTV
| Personagem    | Ator(a)                                                                                        |
| ------------- | ---------------------------------------------------------------------------------------------- |
| Doraemon      | Kousei Tomita (富田耕生) (episódios 1 ~ 13) Masako Nozawa (野沢雅子) (episódio 14 até o final) |
| Nobita        | Yoshiko Ōta (太田淑子)                                                                         |
| Shizuka       | Masako Ebisu (恵比寿まさ子)                                                                    |
| Jyaian        | Kaneta Kimotsuki (肝付兼太)                                                                    |
| Suneo         | Shun Yashiro (八代駿)                                                                          |
| Mãe de Nobita | Noriko Ohara (小原乃梨子)                                                                      |
| Pai de Nobita | Ichirou Murakoshi (村越伊知郎)                                                                 |
| Mãe de Suneo  | Kazue Takahashi (高橋和枝)                                                                     |
| Gatchako      | Junko Hori (堀絢子)                                                                            |
| Sewashi       | Keiko Yamamoto (山本圭子)                                                                      |
| Sensei        | Osamu Katō (加藤治, Katō Osamu) Masashi Amenomori (雨森雅司)                                   |

A saudosa Rede Manchete anunciou que a BKS ficou responsável pela dublagem de Doraemon. O desenho foi exibido dentro do Clube da Criança  com a Angélica.

### Aberturas
O tema da abertura usado para o anime de Doraemon entre 1979 e 2005 era a Canção do Doraemon (ドラえもんのうた, doraemon no uta) que teve cinco versões diferentes executados por cinco cantores diferentes no curso de seus anos:
|    | Cantor                     | Data de Início       | Data do Fim            |
| -- | -------------------------- | -------------------- | ---------------------- |
| 1. | Kumiko Ōsugi (大杉久美子)  | 2 de Abril de 1979   | 2 de Outubro de 1992   |
| 2. | Satoko Yamano (山野さと子) | 9 de Outubro de 1992 | 20 de Setembro de 2002 |
| 3. | Tokyo Purin (東京プリン)   | 4 de Outubro de 2002 | 11 de Abril de 2005    |
| 4. | Misato Watanabe (渡辺美里) | 18 de Abril de 2003  | 23 de Abril de 2004    |
| 5. | AJI (AJI)                  | 30 de Abril de 2004  | 18 de Março de 2005    |

Na nova série de Doraemon (2005), foram usadas novas canções de abertura, com exceção da primeira.
|    | Cantor                       | Nome da Canção                                      | Data de Início                       | Data do Fim                          |
| -- | ---------------------------- | --------------------------------------------------- | ------------------------------------ | ------------------------------------ |
| 1. | 12 Girls Band (女子十二楽坊) | "Doraemon no Uta" (ドラえもんのうた)                | 15 de Abril de 2005 (1° episódio)    | 21 de Outubro de 2005 (24° episódio) |
| 2. | Rimi Natsukawa (夏川りみ)    | "Hug Shichao" (ハグしちゃお)                        | 28 de Outubro de 2005 (25° episódio) | 20 de Abril de 2007 (86° episódio)   |
| 3. | mao (mao)                    | "Yume wo Kanaete Doraemon" (夢をかなえてドラえもん) | 11 de Maio de 2007 (87° episódio)    |                                      |

### Encerramentos
As canções usadas para encerramento do anime entre 1979 e 2005 foram:
|     | Nome                                                       | Cantor                                              | Data de Início         | Data do Fim            |
| --- | ---------------------------------------------------------- | --------------------------------------------------- | ---------------------- | ---------------------- |
| 1.  | "Aoi Sora wa Pocket sa" (青い空はポケットさ)               | Kumiko Oosugi (大杉久美子)                          | 8 de Abril de 1979     | 27 de Setembro de 1981 |
| 2.  | "Maru-gao no Uta" (まる顔のうた)                           | Nobuyo Ōyama (大山のぶ代)                           | 2 de Outubro de 1981   | 30 de Março de 1984    |
| 3.  | "Santa Claus wa Doko no Hito" (サンタクロースはどこのひと) | Nobuyo Oyama (大山のぶ代)                           | 18 de Novembro de 1983 | 30 de Dezembro 1983    |
| 4.  | "Boku-tachi Chikyuu-jin" (ぼくたち地球人)                  | Mitsuko Horie (堀江美都子)                          | 6 de Abril de 1984     | 8 de Abril de 1988     |
| 5.  | "Aozora-tte Iina" (青空っていいな)                         | Mitsuko Horie (堀江美都子)                          | 15 de Abril de 1988    | 2 de Outubro de 1992   |
| 6.  | "Ashita mo Tomodachi" (あしたも♥ともだち)                  | Yui Nishiwaki (にしわきゆい)                        | 9 de Outubro de 1992   | 7 de Abril de 1995     |
| 7.  | "Boku Doraemon 2112" (ぼくドラえもん2112)                  | Nobuyo Ōyama, Koorogi '73 (大山のぶ代、こおろぎ'73) | 14 de Abril de 1995    | 20 de Setembro de 2002 |
| 8.  | "Mata Aeru Hi Made" (またあえる日まで)                     | Yuzu (ゆず)                                         | 4 de Outubro de 2002   | 11 de Abril de 2003    |
| 9.  | "Tanpopo no Uta" (タンポポの詩 歌)                         | The Alfee (ジ・アルフィー)                          | 18 de Abril de 2003    | 4 de Outubro de 2003   |
| 10. | "YUME Biyori" (YUME日和)                                   | Hitomi Shimatani (島谷ひとみ)                       | 10 de Outubro de 2003  | 28 de Maio de 2004     |
| 11. | "Aa Ii na!" (あぁ いいな!)                                 | W (ダブルユー)                                      | 4 de Junho de 2004     | 18 de Março 2005       |

Na antiga série de 1979 até 2005 foram usados para encerramento e comercial, estas três músicas solo dos personagens:
|    | Nome                                                  | Cantor                                              | Data de Início | Data do Fim |
| -- | ----------------------------------------------------- | --------------------------------------------------- | -------------- | ----------- |
| 1. | "Doraemon Ekaki-uta" (ドラえもん・えかきうた)         | Nobuyo Ōyama (大山のぶ代)                           |                |             |
| 2. | "Doraemon Ondo" (ドラえもん音頭)                      | Nobuyo Ōyama, Koorogi '73 (大山のぶ代、こおろぎ'73) |                |             |
| 3. | "Dorami-chan no Ekaki-uta" (ドラミちゃんのえかきうた) | Keiko Yokozawa (よこざわけい子)                     |                |             |

Na nova série de 2005, foram usados para encerramento e comercial estas quatro músicas solo dos personagens:
|    | Nome                                                                       | Cantor                     | Data de Início      | Data do Fim            |
| -- | -------------------------------------------------------------------------- | -------------------------- | ------------------- | ---------------------- |
| 1. | "Odore Dore Dora Doraemon Ondo 2007" (踊れ・どれ・ドラ ドラえもん音頭2007) | Wasabi Mizuta (水田わさび) | 5 de Agosto de 2005 | 21 de Outubro de 2005  |
| 2. | "Doraemon Ekaki-uta" (ドラえもん・えかきうた)                              | Wasabi Mizuta (水田わさび) |                     |                        |
| 3. | "Dorami-chan Ekaki-uta" (ドラミちゃんのえかきうた)                         | Chiaki (千秋)              |                     |                        |
| 4. | "Doraemon Ekaki-uta" (ドラえもん絵描き歌)                                  | Wasabi Mizuta (水田わさび) | 23 de abril de 2005 | 17 de setembro de 2005 |

## Críticas
A fase de Fujiko Fujio tem sido criticada por conteúdo inapropriado para crianças. Cenas de tabagismo, alcoolismo e até de apelo sexual são encontradas nessa fase.
Com o passar de vários anos, Doraemon, começou a ser considerado um anime "inapropriado" por alguns países. Muitos países reclamaram que na série existem personagens de má influência para às crianças, sendo que as mais apontadas foram o Nobita e o Takeshi (Gigante). Doraemon com o passar do tempo começou a ser severamente proibido de passar em alguns países, ou de voltar a passar. O anime tem sido criticado por apelo sexual, quando a Shizuka é mostrada em muitos episódios a tomar  banho e a câmara mostra-a sem roupa. Isso foi apontado por algumas pessoas como apelo sexual. Como resultado, várias cenas tiveram de ser cortadas e editadas em vários episódios. Doraemon, com o passar do tempo, começou a ser criticado devido também à excessiva violência entre os personagens.
O próprio protagonista Doraemon também foi reclamado por alguns países por ser uma personagens que conduz crianças a uma fantasia pouco realista e pelas suas invenções que tira do seu bolso mágico que ensinam, de forma negativa, às crianças que os problemas se resolvem com invenções mágicas e avançadas do futuro.
Em 2014, o mangá japonês do Doraemon foi acusado pela China de ser uma série de "corromper a juventude". A razão está na difusão da cultura do Japão entre os seus fãs chineses. Em 2016, a Índia e o Paquistão proibiram severamente a exibição da série por ser inapropriada para o público-alvo de crianças a que é destinado.

### Polémica no Cartoon Network Portugal
Em 2015, Doraemon também foi alvo de censura quando passou a ser transmitido no Cartoon Network Portugal. No 2º segmento do consecutivo do episódio 287, "A Rapariga Robô", houve uma sensibilidade sobre a nudez da rapariga robô que saía no cano de bambu, quando o Nobita o cortava usando um dos aparelhos do catálogo do futuro que era uma cápsula da princesa Kaguya. A equipa do canal achou a cena demasiado sensível para o público-alvo infantil. Vários episódios deixaram de serer emitidos que continham cenas demasiado sensíveis para as crianças (ex: cenas de nudez da personagem Shizuka a tomar banho, embriaguez das personagens, urinar na casa de banho, e várias apologias às drogas, entre outros).
Um outro exemplo da presença de apologia às drogas é um episódio intitulado "Corda Para Mudar A Idade", que foi ao ar com dobragem portuguesa em 2016. Nesse episódio, Nobita, graças a uma invenção do Doraemon, envelhece e torna-se adulto. Ao passar por um quiosque, Nobita questiona se já pode fumar por ser mais velho. Este foi dos últimos episódios da série de 1979 a ser transmitido no canal, desta vez sem censura.
Várias cenas dos filmes também levaram cortes no Cartoon Network Portugal. Vários episódios sem censura foram publicados no canal de YouTube "O Oficial Doraemon", gerido pela LUK Internacional S.A. O Canal Panda, apesar de ser um canal infanto-juvenil, exibia o anime sem censuras ou cortes, na versão espanhola nos anos 2000, e na primeira metade dos anos 2010, com dobragem portuguesa.
Em dezembro de 2015, o Cartoon Network Portugal estreou o episódio "O Banco Multiplicador". O episódio gerou polémica, devido à cena final onde o Nobita começa a ficar nu por não usar corretamente o aparelho. A cena final foi censurada por opção editorial do canal, que mostraria Nobita a esconder o seu órgão sexual com uma nota de dinheiro. Esse episódio já tinha passado nos anos 2000 (2004 e 2005) no Canal Panda, na versão espanhola, mas sem censura. [carece de fontes?]

### Censuras no canal de YouTube
Em janeiro de 2020, Doraemon recomeçou a partir do episódio 105 no canal oficial do YouTube em português europeu, criado pela própria Luk Internacional S.A, continuando a ter as mesmas censuras aplicadas no Cartoon Network Portugal.
No episódio "A Caixinha Chusingura", foi censurada uma cena, onde Suneo agride Nobita com um martelo de brincar. e no episódio "Os Óculos Mágicos", foi censurada uma cena onde o Nobita impede que um personagem secundário tente-se suicidar por dívidas por pagar.
Em 27 de maio de 2020, o episódio "A Pistola Das Emoções" também foi censurado no canal de Youtube, embora não tenha sido censurado no Canal Panda em 2011. Tal episódio demonstra várias cenas com crianças a brincarem com armas, atos de violência e de maus tratos aos animais (cena em que o Suneo tenta maltratar um cão). Como resultado, o episódio durou apenas 14 minutos.
A partir de 3 de junho de 2020, o canal decidiu então exibir os episódios sem censura, e em 2 de setembro de 2020, o canal acaba por mudar de nome para "Doraemon em Português".

## Produção
Frequentemente definido como resultado de uma estreita colaboração entre a dupla de autores Fujiko Fujio, composta por Motoo Abiko e Hiroshi Fujimoto, Doraemon foi realmente concebido e criado apenas por este último, sob o nome artístico de Fujiko F. Fujio. A ideia para o desenvolvimento da série nasceu de forma totalmente aleatória: após escorregar no brinquedo de sua filha e ouvir o miado de um gato, Fujio começou a pensar em uma máquina capaz de ajudá-lo na criação de um novo mangá  Para configurar a obra e o personagem principal, o autor usou vários elementos de seu quadrinho anterior, Obake no Q-tarō, centrado em um fantasma que vive com uma família humana, repetindo a fórmula. A ideia de Doraemon foi, portanto, o resultado de inúmeras tentativas, experiências e erros, que o ajudaram a encontrar o gênero de manga para o qual mais se adequava: a fatia humorística da vida. A princípio o trabalho não teve grande sucesso porque na época de seu lançamento os mangás mais aclamados eram gekiga, depois tanto pela evolução dos gostos dos leitores japoneses, quanto pela crescente popularidade das transposições animadas e filme, o apreço pelo mangá aumentou progressivamente. Graças ao sucesso obtido, a publicação da HQ foi prolongada e estendida por cerca de vinte e sete anos.
Sendo o trabalho principalmente voltado para crianças, Fujio optou por representar os personagens com um estilo gráfico simples, baseado em formas geométricas elementares como círculos e elipses, a fim de dar a Doraemon um aspecto grotesco e divertido. A mesma sequência de desenhos animados, regulares e constantes, favorece a facilidade de compreensão do leitor. A cor azul, uma das principais características de Doraemon, foi escolhida para se destacar nas revistas em que o trabalho foi publicado, que costumavam ter capa amarela e títulos em vermelho. Fujio abordou os temas do mangá com uma abordagem otimista e tranquilizadora, evitando totalmente cenas de violência ou erotismo. No entanto, inseriu inúmeras questões ambientais, muitas vezes narrando histórias em que os protagonistas se comprometem em salvar os animais ou nas quais criticam o comportamento humano errado com a natureza. Durante o trabalho procurou tratar de inúmeros temas didáticos, ou pelo menos relacionados ao folclore japonês, insistindo em particular nos valores éticos de integridade, perseverança, coragem, família e respeito. Para sublinhar a centralidade dos jovens, optou por que a ação fosse realizada em locais principalmente acessíveis às crianças e não aos adultos, legitimando a existência de uma sociedade baseada nas potencialidades dos jovens, através da qual todos possam viver felizes; este apelo recebeu uma ampla ressonância no Japão e países vizinhos. Durante o desenvolvimento do mangá, Fujio optou por não atribuir nenhuma evolução ao caráter dos personagens, nem positiva nem negativa; segundo o autor, de fato, quando o protagonista de um mangá realiza suas aspirações, o trabalho do qual faz parte deixa de ser interessante imediatamente. Como resultado, ele preferiu uma estrutura cíclica e basicamente infinita, em que o protagonista "embora pareça melhorar, na realidade permanece sempre no mesmo lugar".
A publicação do manga acabou com a morte do seu autor, ocorrida em 1996, e a ausência de uma conclusão definitiva da obra levou ao longo do tempo à criação de inúmeras lendas urbanas . Ryūichi Yagi e Takashi Yamazaki, diretores de Doraemon - O filme, afirmaram que "há apenas um episódio inicial de Doraemon, enquanto o final foi reescrito e modificado várias vezes". Em todo o caso, Shogakukan, a editora da obra, interveio divulgando um epílogo oficial em que Nobita se casa com Shizuka e permanece amigo para sempre de Doraemon que, tendo cumprido a sua missão, regressa ao futuro.

## Hospitalidade
Doraemon é considerado um dos mangás mais populares de todos os tempos e um verdadeiro símbolo nacional japonês. Em casa, a forte exposição da série na mídia a tornou parte do cotidiano de toda a geração do pós-guerra. Além disso, devido à sua longevidade, continuou atraindo favores de novas gerações de crianças, filhos de adultos que cresceram com as mesmas histórias. Este sucesso é refletido nas receitas da série. Em 1996, no final do lançamento em tankōbon, atingiu 108 milhões de cópias vendidas no Japão, posteriormente se fixando em cerca de dois milhões de cópias adicionais vendidas a cada ano. Da mesma forma que o mangá, até a série animada obteve uma recepção favorável; em particular, os animes de 1979 e 2005 são constantemente colocados nas paradas das séries mais seguidas pelo público japonês. Particularmente apreciado foi o estilo utilizado para o desenho dos personagens, capaz de despertar ternura no público da obra; isso tem contribuído de forma fundamental para a difusão e afirmação dos personagens kawaii na cultura de massa japonesa. Por outro lado, os filmes relacionados à ópera atingiram 100 milhões de ingressos vendidos em 2013, tornando-se a maior franquia de cinema japonesa em termos de audiência; esta primazia era anteriormente detida por Godzilla.
A obra também obteve enorme sucesso em outros países asiáticos, tanto que é citada como um dos casos mais emblemáticos do soft power japonês. Anteriormente e muitas vezes acompanhados de publicações piratas, vários editores e distribuidores importaram a série na: China, Indonésia, Taiwan, Tailândia e outros países da região. Cinquenta milhões de cópias foram impressas somente no Vietnã, uma popularidade única no mercado de quadrinhos vietnamita. Embora a obra também tenha sido exportada para o Ocidente, sua popularidade permaneceu limitada e limitada principalmente a séries de anime; isso se deve tanto à opinião dominante, que percebe a série como um produto voltado exclusivamente para crianças e jovens, quanto às regras ocidentais mais rígidas de publicação e programação televisiva. Em 2012, uma circulação global de 170 milhões de cópias foi estimada.

### Prêmios e pesquisas
O mangá já ganhou vários prêmios e elogios. O trabalho recebeu duas vezes o Prêmio da Associação de Cartunistas do Japão, recebendo o Prêmio de Excelência em 1973 e o Prêmio do Ministério da Educação, Cultura, Esportes, Ciência e Tecnologia em 1994. Em 1981, Doraemon recebeu o Prêmio Shogakukan por mangá na categoria kodomo, enquanto em 1997 recebeu o "grande prêmio" no Prêmio Cultural Osamu Tezuka. De acordo com uma pesquisa de 2006, realizada por ocasião do 10º aniversário do Japan Media Arts Festival em uma amostra de 80   000 pessoas, o mangá está presente na quinta posição entre os mais amados pelos japoneses. Em uma pesquisa online realizada em 2005 pela TV Asahi e relacionada à série de animação mais popular de todos os tempos pelo público japonês, Doraemon foi colocado em quinto lugar; no ranking do ano seguinte, baseado nas opiniões de cem celebridades japonesas, o anime ocupou, em vez disso, a terceira posição. Uma pesquisa realizada em 2010 pela Tokyo Polytechnic University elegeu o anime Doraemon (a par da franquia Dragon Ball ) como o produto mais adequado para expressar o conceito de Cool Japan no mundo; da mesma forma, em uma pesquisa de 2013 sobre as almas mais exportáveis fora do território japonês, Doraemon alcançou a primeira posição, obtendo 42,6% das preferências. Em uma pesquisa realizada em 1993, vários assalariados japoneses alegaram querer um porto Dokodemo para evitar o deslocamento para seus empregos durante os horários de pico; também foi mostrado que alguns chiusky, como o helicóptero, são familiares a quase todos os japoneses

### Crítica
Doraemon foi recebido positivamente pela crítica. Entre os elementos mais apreciados estão em particular o otimismo que permeia a obra e a forte presença de elementos fantásticos e de ficção científica, que tendem a representar um mundo em que homem e tecnologia podem coexistir em equilíbrio. A este respeito, o crítico Mark Schilling disse: "Para crianças que muitas vezes têm vidas extremamente monótonas, Doraemon representa um sopro de liberdade e o espelho de um mundo mais divertido e amigável onde todos os sonhos, mesmo os mais tolos, podem se tornar realidade ". Esse aspecto também foi sublinhado pelo escritor Tetsu Yano, para quem num volume “a última página é apenas o ponto de partida para novas fantasias, e o coração de quem lê essas histórias permanece aberto aos sonhos de um mundo futuro fantástico. ". O escritor Massimo Nicora tem uma opinião diferente, segundo a qual Doraemon "pode ser interpretado como uma espécie de panfleto que critica, com ironia, a onipotência da ciência que pretende resolver todos os problemas com as suas ferramentas", aludindo ao facto de o invento do Doraemon muitas vezes acabam causando mais danos do que qualquer outra coisa. Nicora porém concordou que a obra representa "a metáfora do imaginário infantil, que sempre consegue encontrar as soluções mais bizarras e originais, em um jogo contínuo de transformação da realidade". Segundo Moige : "O muito preguiçoso Nobita não conhece nenhum tipo de evolução apreciável", embora ainda existam várias ideias positivas, incluindo "a crítica ao bullying, a bondade que transparece no pequeno Nobita e na figura positiva de Shizuka".

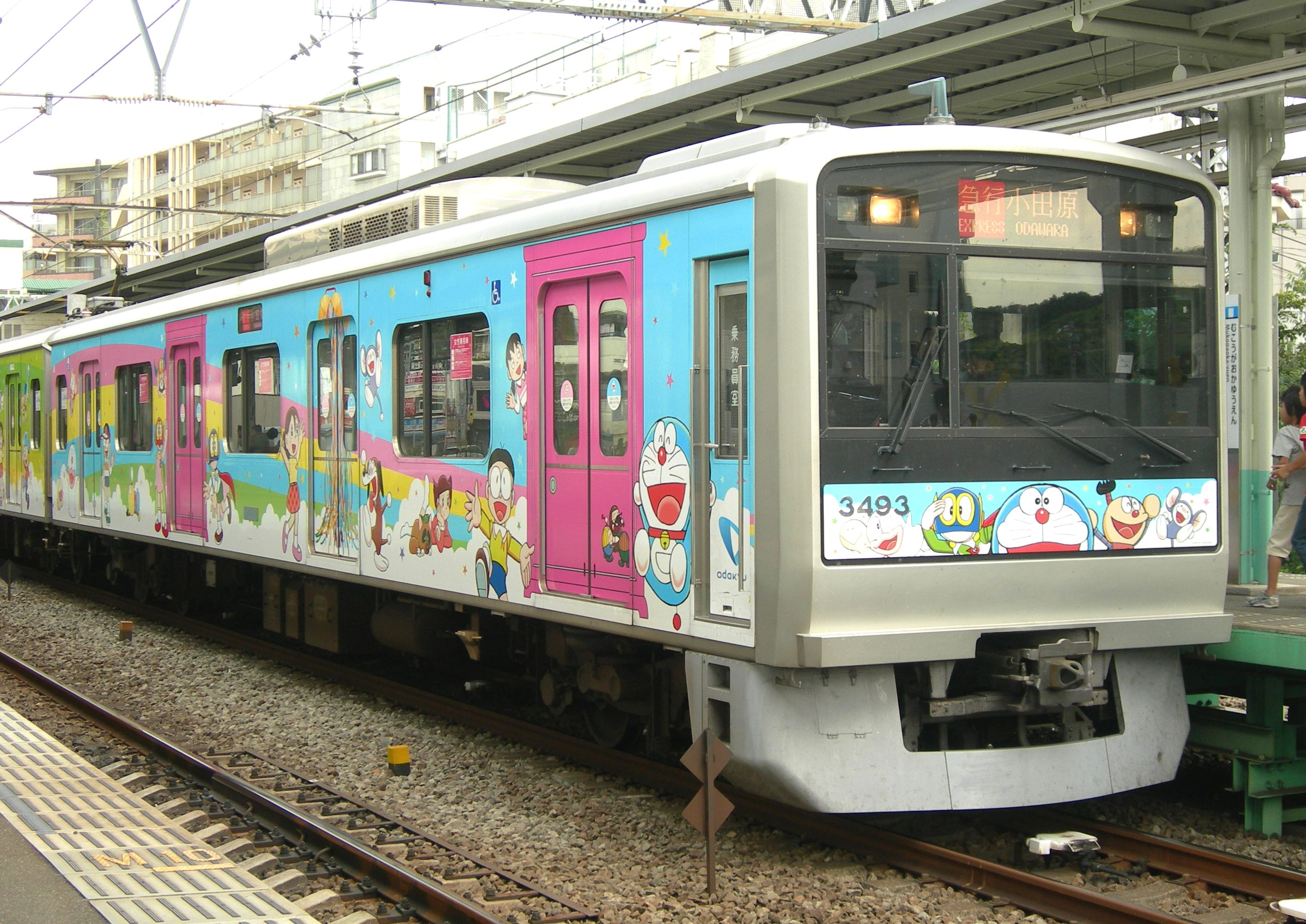
Treno ispirato a Doraemon alla stazione ferroviaria di Mukōgaoka-Yūen

Paralelamente ao aspecto fantástico, a escolha dos temas tratados na obra também foi apreciada; são, segundo a crítica e escritora Soeda Yioshiya, "a filosofia da coexistência das espécies vivas e a crítica da civilização insana, que acaba por ser sublimada numa declaração de fé na própria humanidade". Outra apreciação vem da escritora Banana Yoshimoto, que define a obra "uma história cheia de amor pela vida", graças à qual o leitor adulto "vai descobrir no presente todos os tesouros que estão enterrados na vida quotidiana". Graças à fusão dos dois elementos, segundo o ensaísta Mio Bryce, “a história consegue criar um ambiente estável e relaxante, equilibrado entre a realidade do quotidiano e os factores fantásticos, representados pela presença reconfortante de Doraemon e do seu bolso”  Da mesma opinião também Emily Ashby, crítica da Common Sense Media, que atribui a Doraemon uma avaliação extremamente positiva, definindo-o como "uma série divertida e aventureira com mensagens próprias para crianças".
Segundo o ensaísta Leo Ching, a razão do sucesso de Doraemon deve ser buscada nos valores compartilhados por ele representados, como imaginação ou responsabilidade, capazes de “unir um continente”; em vez disso, segundo a análise de Anne Allison, professora de antropologia cultural na Duke University, a força do trabalho não é a variedade do invento, mas a amizade entre Doraemon e Nobita, particularmente apreciada pelos leitores O escritor e jornalista Jason Thompson acredita que Doraemon é "um conjunto de situações engraçadas de cabeça para baixo, tornadas ainda mais divertidas pelo estilo, simples e antiquado", atribuindo à obra quatro estrelas, a nota máxima. O aspecto irônico do mangá também foi destacado por rakugoka Dannosuke Tatekawa, para quem “a verve cômica do mangá pertence ao gênero das piadas ternas e comoventes, que parecem 'voar baixo', mas são simplesmente 'seguradas' pelo autor »; Tatekawa também considera o trabalho extremamente atual e interessante, tornando Doraemon "sempre moderno e nunca desatualizado" e, portanto, capaz de obter a mesma popularidade mesmo com o passar do tempo e das gerações. Da mesma forma, por ocasião do quinquagésimo aniversário do nascimento da obra, a equipe editorial do jornal Asahi Shinbun afirmou: "podemos dizer com segurança que Doraemon se tornou um clássico de nosso tempo, uma obra da qual podemos derivar mensagens tão profundas quanto variadas".

### Controvérsias
Em fevereiro de 2013, Doraemon foi banido de Bangladesh, já que foi apelidado em hindi e não em bengali ; na opinião do governo, isso seria prejudicial para os telespectadores mais jovens, uma vez que eles não têm incentivo para aprender sua língua nativa. Em outubro de 2014, o trabalho na China foi acusado pelo jornal Chengdu Daily de representar o soft power japonês e de ser um meio subversivo de controlar as mentes do povo chinês. Uma nova proibição do anime foi solicitada em outubro de 2016 na Índia e no Paquistão ; de acordo com alguns políticos e ativistas, Doraemon teria veiculado mensagens moralmente errôneas e incitado o descomprometimento na realização dos objetivos, sendo consequentemente ofensivo para o público.

## Emissão do anime nos países lusófonos

### No Brasil

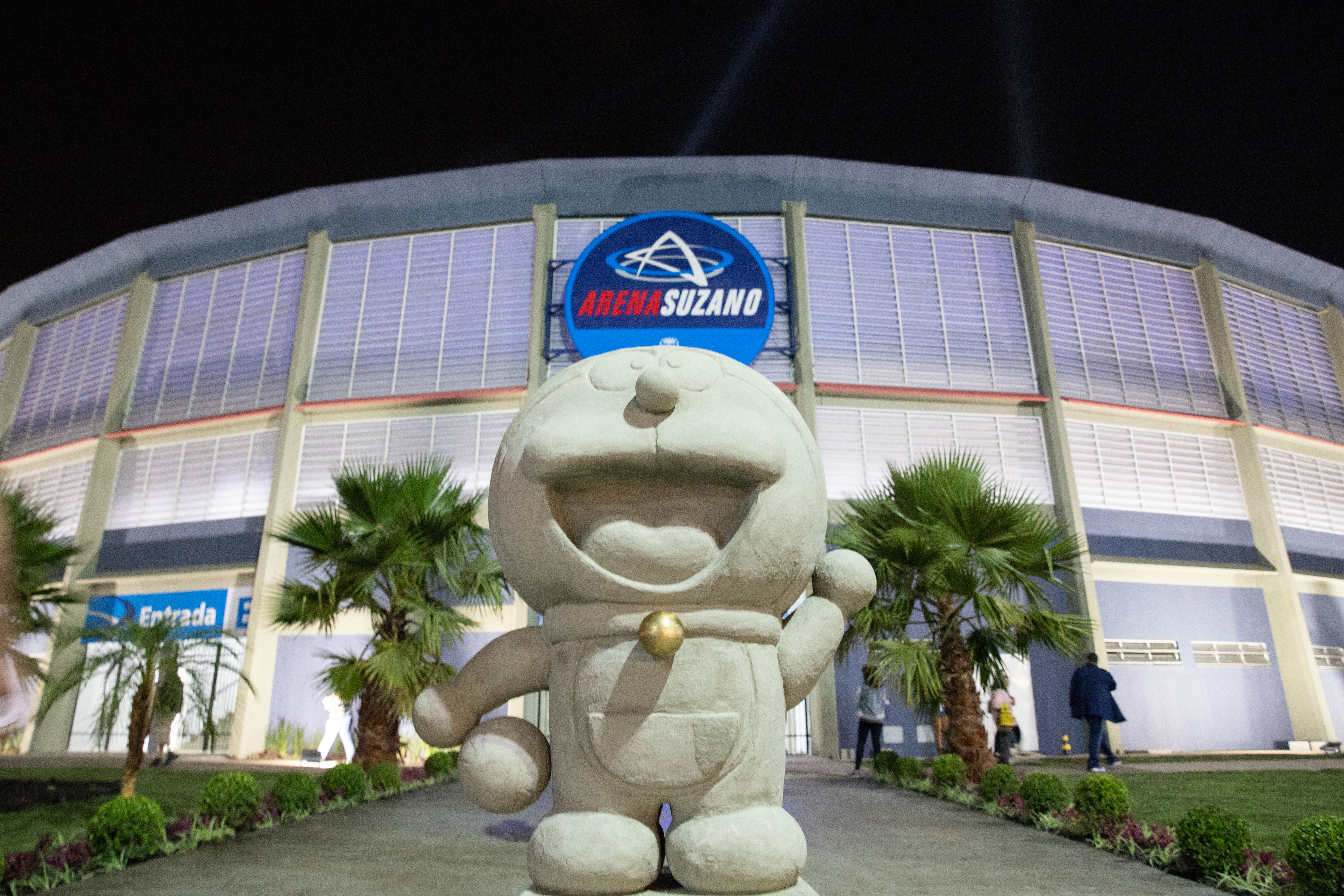
Estátua do Doraemon em frente à Arena Suzano/SP

A primeira vez que o anime de 1979 foi transmitido no Brasil foi em outubro de 1992 pela TV Manchete no programa Clube da Criança apresentado pela Angélica. Na época o anime havia sido distribuído pela WTC Comunicações, o protagonista recebeu a voz do dublador Zezinho Cutolo que imitou bem a característica original do personagem e um lote indeterminado de episódios foram dublados. No entanto o anime acabou tendo uma má repercussão na época e acabou sendo abandonado por vários anos. Até 2014 a Sato Company, empresa responsável pela distribuição de Naruto e Clube das Winx, retomou o projeto de adaptá-lo e trouxe o anime de 2005. Com isso o canal iniciou o desenvolvimento de sua exibição e dublagem ao longo do ano, sua dublagem foi feita no estúdio Zastras com elenco de Luy Campos (Nobita), Carol Valença (Doraemon) e Caio Guarnieri (Gian). A estreia ocorreu em 10 de dezembro de 2014 no Netflix. Apesar de ser uma dublagem da versão japonesa os nomes dos protagonistas foram trocados pela versão adaptada nos Estados Unidos, Nobita passou a ser chamado de Noby, Shizuka de Sue, Gian de Big G e Suneo de Sneech. A versão de 2005 estreou em 1 de Janeiro de 2019 no bloco Verão Animado, da Rede Bandeirantes.

### Em Portugal
Em Portugal, o anime de 1979 chegou em julho de 2000 até abril de 2010 ao Canal Panda na dobragem castelhana com legendas em português, junto com os primeiros 4 episódios do anime de 2005, e em 2011 a série de 1979 regressou ao canal, já com dobragem portuguesa, parando de exibir em 2015. A série também foi emitida pela RTP1 e pela RTP2, em 2000, com outra dobragem portuguesa diferente da versão do Canal Panda. Em 2009, o Canal Panda, com os primeiros 4 episódios emitidos, e depois Panda Biggs estreou o anime de 2005 na dobragem em castelhano com legendas em português, e pouco mais tarde, emitiu o anime de 1979 com a mesma dobragem e legendagem. Os filmes de Doraemon também chegaram a Portugal através de DVDs distribuídos pela LUK Internacional, dois dos filmes estrearam no Canal Panda e outros demais no Cartoon Network. O Cartoon Network comprou os direitos de exibição das séries, com a de 2005 a começar as suas emissões no dia 28 de fevereiro de 2015 e a de 1979 no dia 1 de junho de 2015, todas com a dobragem portuguesa do Canal Panda. Em meados de 2017, Cartoon Network começou a exibir apenas o anime de 2005. A partir do início de 2019, o anime de 2005 passou a ser exibido no Boomerang. Em 22 de janeiro de 2021, o anime de 2005 também passou a estar disponível no catálogo da HBO e, em 8 de março de 2022, no catálogo da HBO Max. Desde 12 de maio de 2021, o anime de 1979 voltou a ser exibido no Boomerang. Mais tarde, desde 23 de março de 2023, o anime de 2005 começou a ser exibido no Cartoonito, mas depois disso regressou ao Cartoon Network que exibiu até 2024, quando o canal foi atualizado a grelha de EPG. Em 2 de junho de 2025, o anime de 2005 passou a estar disponível no catálogo do Panda+ e voltou à televisão portuguesa em 14 de julho do mesmo ano no Panda Kids.
Ocasionalmente, os filmes acabaram por ser exibidos no Canal Panda nos anos 2000, e com dobragem portuguesa, na mesma época em que o canal ainda passava os episódios na versão espanhola. A versão portuguesa dos filmes "Doraemon e o Expresso do Tempo" e "Doraemon e os Piratas dos Mares do Sul" era da RTP, sendo dois dos poucos que também passaram no Canal Panda, anos antes do Cartoon Network Portugal começar as suas emissões.

## Impacto cultural

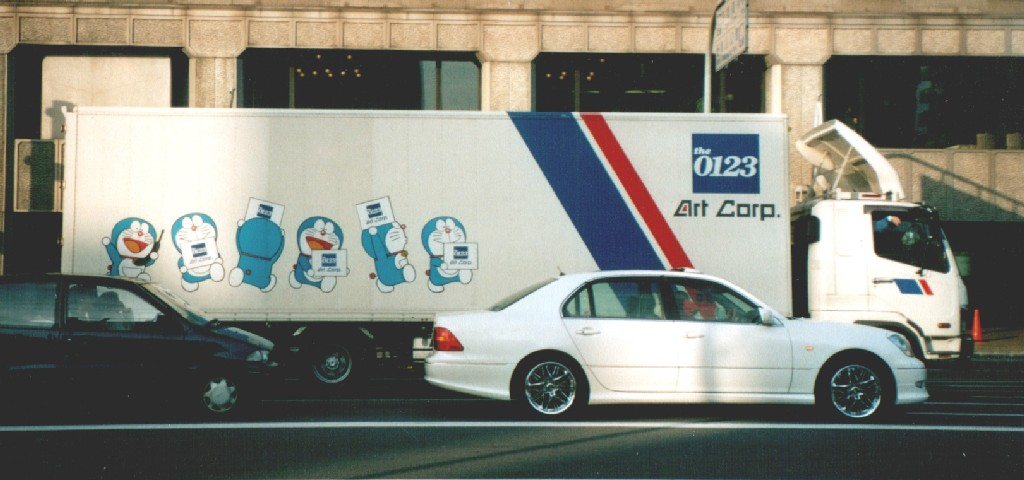
Caminhão de doraemon no japão

Tanto o nanga e o a série Doraemon são consideradas uma das mais influentes na história da banda desenhada e animação japonesas. Eles inspiraram numerosos mangaká, incluindo Eiichiro Oda, criador de One Piece, que desenhou a inspiração para a ideia dos frutos do diabo. Masashi Kishimoto ( Naruto ) afirmou ter se familiarizado com o desenho ao representar o personagem de Doraemon inúmeras vezes, enquanto Rumiko Takahashi ( Lum, Ranma ½ ) afirmou que foi profundamente influenciada pelo mangá, fazendo os personagens aparecerem dentro de suas obras através de curtas aparições. Hideaki Sorachi e Tōru Fujisawa, criadores de Gintama e Grande Professor Onizuka respectivamente, o mencionaram várias vezes em suas séries. O termo "Doraemon" também se tornou, limitado ao contexto japonês, um substantivo difundido para expressar algo que tem a capacidade de satisfazer vários desejos.
No Japão, a série e seu personagem principal se tornaram um verdadeiro ícone cultural. Doraemon em particular foi chamado de o personagem mais amado na história do mangá  e vários críticos compararam sua popularidade àquela reservada para o Mickey Mouse ou Snoopy no Oeste. Em 22 de abril de 2002, a revista Time Asia listou-o entre as 22 personalidades asiáticas mais importantes, chamando-o de "o herói mais fofo do continente"; em 2005, o artista Takashi Murakami o incluiu na exposição Little Boy: The Arts of Japan's Exploding Subculture, juntamente com outros ícones da subcultura pop otaku japonesa. Em 19 de março de 2008, em cerimônia oficial, o Ministro das Relações Exteriores do Japão, Masahiko Kōmura, nomeou-o "embaixador da anime no mundo", com o objetivo de promover a cultura japonesa e a indústria da animação. O personagem também apareceu no dia 21 de agosto de 2016 ao lado do primeiro- ministro japonês Shinzō Abe na cerimônia de encerramento dos Jogos Olímpicos do Rio de Janeiro, com o objetivo de anunciar as Olimpíadas de Tóquio em 2020.

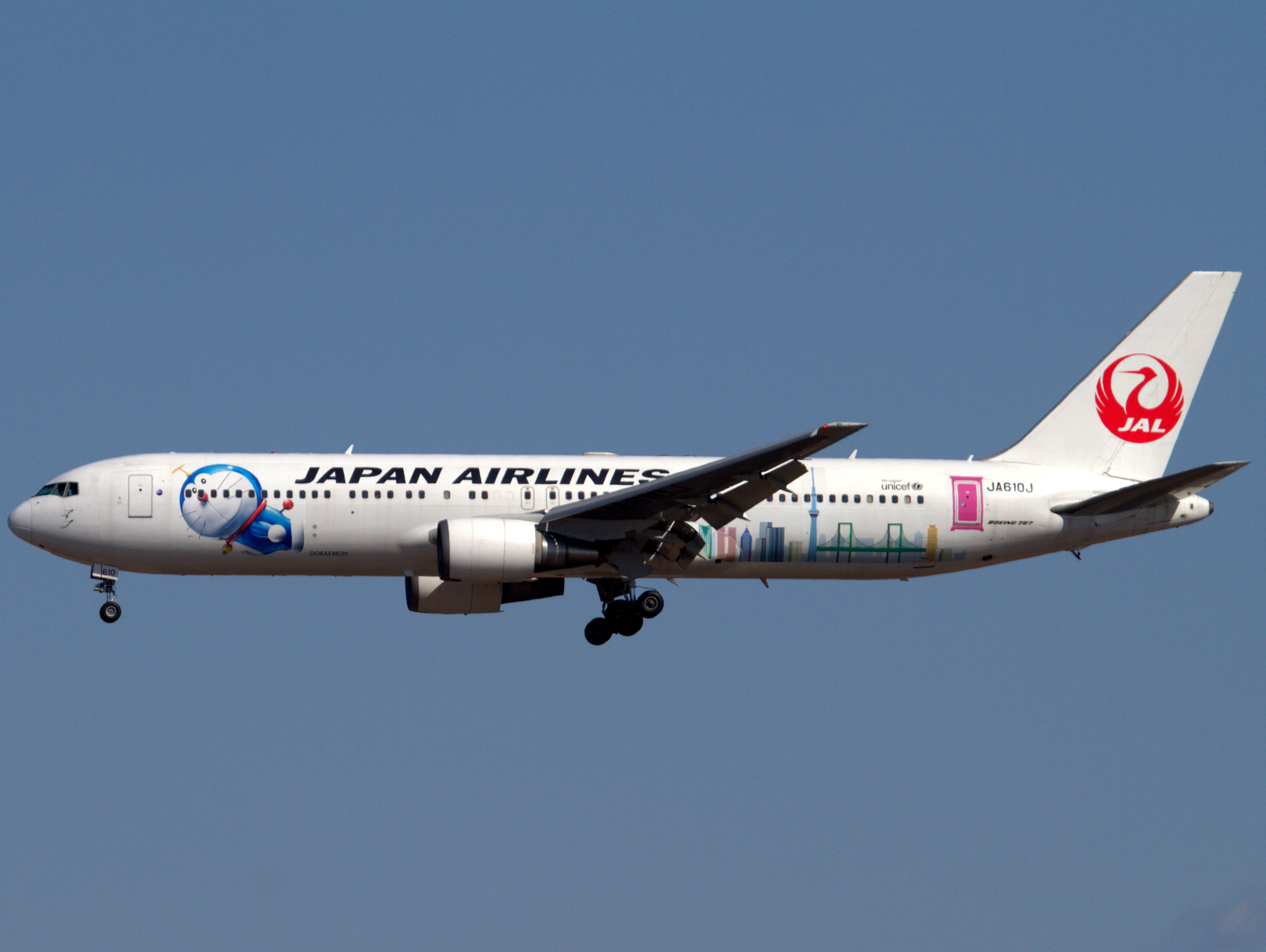
Avião da Japan Airlines dedicado a Doraemon

A marca da obra foi utilizada pela TV Asahi como promotora de iniciativas beneficentes, por meio do Fondo di beneficenza Doraemon (テレビ朝日ドラえもん募金, Terebi Asahi Doraemon bokin); as coleções foram organizadas principalmente após os diversos terremotos que atingiram o país. Em 2013, em sinal de solidariedade, o grupo Odakyū Railways doou cem estátuas representando o protagonista da série para as prefeituras de Kanagawa e Tóquio; em 2014 a Shogakukan também publicou um guia ilustrado com os personagens do mangá sobre o que fazer em caso de terremoto. Em 15 de julho de 2011, por ocasião da reforma do Aeroporto Shin-Chitose, foi inaugurada uma ala inteira dedicada ao personagem de Doraemon, enquanto em 3 de setembro de 2011 a cidade de Kawasaki foi aberta ao público Museo Fujiko F. Fujio (藤子・F・不二雄 博物館, Fujiko F. Fujio Hakubutsukan) , com foco no autor e na criação do mangá original. No mesmo local, a 3 de setembro de 2012, foi realizada uma cerimónia por ocasião do pré-centenário do nascimento de Doraemon, que teve lugar a 3 de setembro de 2112, na qual a personagem recebeu a cidadania honorária da cidade; para celebrar o aniversário, a exposição 100 Years Before The Birth Of Doraemon foi montada em Hong Kong entre 14 de agosto e 16 de setembro de 2012, montada com algumas estátuas que representam os personagens e cenários mais famosos da série. Entre 1 de março de 2016 e 31 de agosto de 2018 o Doraemon Tram esteve disponível em Takaoka, um veículo decorado exclusivamente com os personagens da ópera; entre outubro de 2016 e março de 2017, após uma colaboração entre a Shogakukan e a Japan Airlines, a rota aérea entre Tóquio e Xangai foi administrada por um Doraemon Jet.

## Merchandising
No Japão, os direitos de gestão do merchandising de Doraemon pertencem à Shogakukan-Shueisha Productions, que produziu diversos artigos e distribuiu uma ampla gama de produtos sob sua marca, como material escolar, chaveiros, bonecos de ação, gashapon, confeitaria, sapatos e roupas. Numerosas empresas têm colaborado na criação e distribuição de uma gama de produtos na série e no personagem, como Sanrio, Reebok, Converse e ESP, que criou um série de guitarras decoradas com personagens de mangá; uma nova parceria com a Uniqlo levou ao nascimento de uma linha de roupas desenhada por Takashi Murakami. Os correios japoneses também distribuíram várias séries de selos ilustrados com os personagens da obra, inclusive uma inspirada na porta dokodemo. Na China, uma colaboração com a Meitu permitiu a criação de um smartphone dedicado ao protagonista da série.
Na América do Norte e do Sul os direitos de exploração da marca são detidos pela Viz Media, que em conjunto com a empresa Hot Topic desenvolveu uma vasta gama de roupas e colecionáveis sobre os personagens da ópera; em 2015, uma parceria entre a Viz e o McDonald's levou à distribuição de alguns Happy Meals temáticos. Na Europa, o merchandising é administrado pela Viz Media Europe, com a colaboração de inúmeras empresas. LUK Internacional obteve licenças para Espanha, Portugal e França. Na Itália, a Doraemon é representada pela CPLG, que planejou uma ampla gama de licenças para a exploração da marca; por meio do grupo Giochi Preziosi, a marca era utilizada na venda de peluches e produtos alimentícios. Entre 2 de maio e 26 de outubro de 2017, a Panini Comics também cuidou da distribuição da Doraemon Magazine, revista voltada para o público da série animada. O merchandising mundial da obra tem mais de 600 licenças ativas, totalizando mais de $ 600 milhões em vendas anuais.
Por meio de acordos específicos com a Shogakukan, o Doraemon também tem sido usado em publicidade. A 0123, uma empresa de transporte japonesa, tem transmitido inúmeros comerciais inspirados no personagem desde 1999. Seguindo a iniciativa Cool Japan promovida pelo governo japonês, a Sharp Corporation produziu vários anúncios apresentando os personagens de Doraemon e Nobita; foram transmitidos exclusivamente em países pertencentes à Associação das Nações do Sudeste Asiático. Em 2013, a Toyota transmitiu vinte comerciais de ação ao vivo com foco na vida adulta dos protagonistas da obra. Os personagens de Doraemon e Nobita foram interpretados respectivamente pelo ator francês Jean Reno e por Satoshi Tsumabuki ; Shizuka, Gian e Suneo foram interpretados por Asami Mizukawa, Naoya Ogawa e Tomohisa Yamashita.